# 再見的意義
《再見的意義》（日语：／ Sayonara no imi */?）是日本女子偶像组合乃木坂46的第16張單曲，2016年11月9日由N46Div.发行。单曲的Center（中心成員）由桥本奈奈未担任，由於橋本於2017年2月20日同時自乃木坂46及演藝圈引退，这是她僅有一次出任Center的单曲。同名標題曲由组合总制作人秋元康作詞、杉山勝彦作曲，該曲也是乃木坂46參加第67回NHK红白歌合战的表演曲目。

## 背景与发行
《再見的意義》在前作《赤脚Summer》4个月后发行，共有5种版本，包括附带DVD的“Type-A”、“Type-B”、“Type-C”、“Type-D”以及只有CD的“通常盤”。此外，该单曲“Type-A”、“Type-B”、“Type-C”以及“Type-D”等4个版本的台压版也于2016年11月11日开始发售。
本单曲音源在2016年10月20日凌晨播出的《乃木坂46的All Night Nippon》（日本放送）节目中首度公开。首次担当Center的桥本奈奈未还在这次节目中宣布将在本单曲相关活动结束后，于第二年自己生日2月20日附近自乃木坂46毕业，同时从演艺界隐退。
所有版本都有收录的标题曲《再见的意义》由杉山勝彦作曲。他曾为乃木坂46创作过《制服模特儿》、《你就是希望》以及《契机》等等具有代表性的曲目。继《你就是希望》后再度出自杉山之手的这支主打歌是一首由抑郁的钢琴乐音以及优美旋律构成的中速抒情曲。这首歌曲的MV导演则是曾经为组合执导过《干脆一点》、《Girls' Rule》及《察觉时已是单恋》等歌曲的MV以及众多个人PV的柳泽翔。本作正是由这些与组合关系匪浅的创作者为乃木坂46量身定做的作品。

## 宣传活动
乃木坂46单曲惯例的热卖祈愿宣传活动（ヒット祈願キャンペーン）是在桥本奈奈未出身的北海道进行。桥本奈奈未、生田绘梨花以及生驹里奈等一行6人在北海道的旭川、札幌以及函馆等地进行了一日“微小录影行程”（弾丸ロケ）。此外，该单曲还曾在《MUSIC STATION》（朝日电视台）等节目上进行宣传。

## 封面插图
各个版本封面中登场的成员如下表所示：
| Type-A 表 | 橋本奈奈未                                         |
| Type-A 裏 | 橋本奈奈未                                         |
| Type-B 表 | 高山一实、齋藤飛鳥、松村沙友理、西野七濑、秋元真夏 |
| Type-B 裏 | 斋藤优里、伊藤卡琳、中田花奈、川後陽菜             |
| Type-C 表 | 堀未央奈、若月佑美、生田绘梨花、白石麻衣、衛藤美彩 |
| Type-C 裏 | 山崎怜奈、川村真洋、斋藤千春、和田真彩             |
| Type-D 表 | 樱井玲香、井上小百合、伊藤万理華、新内眞衣         |
| Type-D 裏 | 鈴木絢音、能條愛未、伊藤純奈、樋口日奈             |
| 通常盤 表 | 中元日芽香、北野日奈子、生駒里奈、星野南           |
| 通常盤 裏 | 佐佐木琴子、相乐伊织、寺田蘭世、渡边米莉爱         |

这些封面都是2016年10月上旬在東京拍摄的。其中既有在本单曲中初次担当Center并就此毕业的橋本奈奈未所持有的那种“成人时尚感”，又交叠着单曲发行时所在的冬季的图景。使用橋本个人照片的Type-A封面蕴含着已宣布毕业的她即将启程之意，也给整套封面确立了一种复古的基调。封面中的其他成员也同样像时尚模特儿那样去装扮，体现着独具风格的“成人的乃木坂46”（大人の乃木坂46）的概念。本次封面是由曾经拍摄过乃木坂46第2张专辑《属于我们的位子》封面的团队摄制的。

## 销量成绩
在发售首日发布的Oricon公信榜单曲销量日排行榜中，《再见的意义》推定销量为683,481张，位列第一。本作以82.8万张的初动销量夺得Oricon公信榜单曲销量周排行榜冠军，同时创下乃木坂46单曲初动成绩新高。此外，乃木坂46也是连续第15次获得单曲销量周榜冠军，在女性团体中位列第四。
本张单曲出货量在发售首日即已达到101.3万张，成为乃木坂46第一张获得百万销量认证的单曲。乃木坂46的单曲总出货量也由此突破千万，达到10,226,000张。上一张AKB48之外获得日本唱片协会百万认证的单曲是9年零4个月之前于2007年8月获得认证的秋川雅史的《化为千风》（2006年5月发售）。而乃木坂46所属的Sony Music Records发行的上一张获得百万认证的单曲是12年前于2004年10月发售的橘子新乐园的《花》（累計出货108万张）。

## 音樂影片
再見的意義
标题曲《再見的意義》的MV是在2016年9月下旬于静冈县及山梨县拍摄的。摄制过程曾因台风的侵扰而中止延期。影片的摄制在天气转好后重新展开。为了符合其中对于天气变化的表现，拍摄过程还用到了人造雨。在MV中，成员分别饰演会受情感波动的影响而长出刺的“刺人”（棘人（しじん））以及“不生刺的人”(棘が出ない人）。这样两个彼此畏惧的族裔每年都会协力开办祭典。剧情以饰演刺人的橋本奈奈未与饰演不生刺的人的西野七濑之间的交流为中心展开，对白虽少，但其间丰富的情感还是能从表演中反映出来。该MV由柳泽翔执导，剧本由湯浅弘章与山岸聖太创作，編舞由菅尾渚（菅尾なぎさ）负责。
那间教室
《那间教室》由齋藤飛鳥与堀未央奈结成的二人组演唱，MV是在2016年10月上旬于神奈川县三浦市的某所学校以及東京的某间攝影棚摄制的。MV的主题是齋藤飛鳥与堀未央奈二人的学校生活。无人亲近的斋藤与过分溶入班内气氛的堀，这样两个形成鲜明对照的人，本无接近彼此的途径，却又相互吸引。MV总体描绘了平淡的高中生活图景。此外，为了表现“女孩子的心情会瞬时大变”，在场景变换间，两人总共换穿了30多种的袜子。该MV由山岸聖太执导，由井手茂太负责編舞。
秋千
《秋千》由非选拔成员演唱，寺田蘭世担任Center，MV是在2016年10月上旬于神奈川县横須賀市拍摄的。MV讲述了非选拔成员们去冒险来寻找某样东西的故事。影片在剪辑过程中力求减少场景切换的数量以呈现全体参与成员。尽管拍摄地当时的气温接近30摄氏度，成员仍是穿着包裹较为严实的南美披风以及背带裤。该MV由伊藤衆人执导。
第二次的接吻
《第二次的接吻》由秋元真夏、相樂伊織、鈴木絢音及渡边米莉爱四人组成的“敬爱真夏军团”（真夏さんリスペクト軍団）演唱，MV以“敬爱真夏军团的一天”为主题，描写了四人从早晨起床到夜晚的一天的经历。四个人在MV中扮演不同的角色，其中秋元负责生奶油、相乐负责麦芽糖、鈴木负责布丁、渡边则负责冰，此外影片中还出现了巨大的风扇。MV整体基調轻松欢快。该MV由中村太洸执导。
無法獻給你的花
《無法獻給你的花》由北野日奈子、寺田兰世、中田花奈、中元日芽香及堀未央奈五人组成的演唱，MV是在2016年10月上旬于神奈川县的某处摄影棚拍摄的。五人所组成的小组的名字意指五颗星。MV以“无论如何都会光彩夺目”为主题。为了表现“在光影变化间歌舞”，五位成员在摄制过程中于不同场景裏表演了30余次全套舞蹈，成员的形象展现是这部作品的主旨所在。此外，其中还用到了特别设计的光雕投影。该MV由東市篤憲执导。
強人所難
該曲是橋本奈奈未的獨唱曲及畢業曲。MV在單曲發行後於橫濱、東京近郊秘密拍攝，由山岸聖太執導，除了可窺見橋本私下的一面之外，影像中也穿插橋本身為乃木坂46成員這5年半的各種畫面。MV影像於2017年2月16日在影音串流網站「SHOWROOM」的特別節目上首次公開，除了可在乃木坂46的官方YouTube頻道觀賞外（日本國內限定），也做為特典影像收錄在乃木坂46第3張專輯《最初的夢想》的Type-A版內。

## 收录曲目

### Type-A
| CD       | CD                          | CD       | CD            | CD            | CD    |
| 曲序     | 曲目                        |          | 作曲          | 編曲          | 时长  |
| -------- | --------------------------- | -------- | ------------- | ------------- | ----- |
| 1.       | 再見的意義                  | 秋元康   | 杉山勝彦      | 若田部誠      | 4:59  |
| 2.       | 孤独的蓝天                  | 秋元康   | aokado        | aokado        | 3:41  |
| 3.       | 那间教室                    | 秋元康   | KAWANO MICHIO | KAWANO MICHIO | 3:26  |
| 4.       | 再見的意義 -off vocal ver.- |          | 杉山勝彦      | 若田部誠      | 4:59  |
| 5.       | 孤独的蓝天 -off vocal ver.- |          | aokado        | aokado        | 3:41  |
| 6.       | 那间教室 -off vocal ver.-   |          | KAWANO MICHIO | KAWANO MICHIO | 3:25  |
| 总时长： | 总时长：                    | 总时长： | 总时长：      | 总时长：      | 24:11 |

| DVD      | DVD                      | DVD      | DVD   |
| 曲序     | 曲目                     | 导演     | 时长  |
| -------- | ------------------------ | -------- | ----- |
| 1.       | 再見的意義 -music video- | 柳泽翔   | 8:30  |
| 2.       | 那间教室 -music video-   | 山岸聖太 | 6:29  |
| 3.       | 纪录影片〜再見的意義〜   | 熊坂出   | 33:59 |
| 总时长： | 总时长：                 | 总时长： | 48:58 |

### Type-B
| CD       | CD                          | CD       | CD          | CD          | CD    |
| 曲序     | 曲目                        |          | 作曲        | 編曲        | 时长  |
| -------- | --------------------------- | -------- | ----------- | ----------- | ----- |
| 1.       | 再見的意義                  | 秋元康   | 杉山勝彦    | 若田部诚    | 4:59  |
| 2.       | 孤独的蓝天                  | 秋元康   | aokado      | aokado      | 3:41  |
| 3.       | 秋千                        | 秋元康   | Hiro Hoashi | Hiro Hoashi | 4:36  |
| 4.       | 再見的意義 -off vocal ver.- |          | 杉山勝彦    | 若田部诚    | 4:59  |
| 5.       | 孤独的蓝天 -off vocal ver.- |          | aokado      | aokado      | 3:41  |
| 6.       | 秋千 -off vocal ver.-       |          | Hiro Hoashi | Hiro Hoashi | 4:35  |
| 总时长： | 总时长：                    | 总时长： | 总时长：    | 总时长：    | 26:31 |

| DVD      | DVD                              | DVD      | DVD   |
| 曲序     | 曲目                             | 导演     | 时长  |
| -------- | -------------------------------- | -------- | ----- |
| 1.       | 再見的意義 -music video-         | 柳泽翔   | 8:30  |
| 2.       | 秋千 -music video-               | 伊藤衆人 | 5:24  |
| 3.       | 非选拔成员纪录影片〜指尖的彼端〜 |          | 28:38 |
| 总时长： | 总时长：                         | 总时长： | 42:32 |

### Type-C
| CD       | CD                            | CD       | CD                   | CD                   | CD    |
| 曲序     | 曲目                          |          | 作曲                 | 編曲                 | 时长  |
| -------- | ----------------------------- | -------- | -------------------- | -------------------- | ----- |
| 1.       | 再見的意義                    | 秋元康   | 杉山勝彦             | 若田部诚             | 4:59  |
| 2.       | 孤独的蓝天                    | 秋元康   | aokado               | aokado               | 3:41  |
| 3.       | 第二次的接吻                  | 秋元康   | Akira Sunset、APAZZI | Akira Sunset、APAZZI | 4:00  |
| 4.       | 再見的意義 -off vocal ver.-   |          | 杉山勝彦             | 若田部诚             | 4:59  |
| 5.       | 孤独的蓝天 -off vocal ver.-   |          | aokado               | aokado               | 3:41  |
| 6.       | 第二次的接吻 -off vocal ver.- |          | Akira Sunset、APAZZI | Akira Sunset、APAZZI | 3:58  |
| 总时长： | 总时长：                      | 总时长： | 总时长：             | 总时长：             | 25:18 |

| DVD      | DVD                                     | DVD      | DVD   |
| 曲序     | 曲目                                    | 导演     | 时长  |
| -------- | --------------------------------------- | -------- | ----- |
| 1.       | 再見的意義 -music video-                | 柳泽翔   | 8:30  |
| 2.       | 第二次的接吻 -music video-              | 中村太洸 | 4:32  |
| 3.       | 2016年 乃木坂46 -与以往不同的夏天- 前篇 |          | 26:35 |
| 总时长： | 总时长：                                | 总时长： | 39:37 |

### Type-D
| CD       | CD                              | CD       | CD       | CD       | CD    |
| 曲序     | 曲目                            |          | 作曲     | 編曲     | 时长  |
| -------- | ------------------------------- | -------- | -------- | -------- | ----- |
| 1.       | 再見的意義                      | 秋元康   | 杉山勝彦 | 若田部诚 | 4:59  |
| 2.       | 孤独的蓝天                      | 秋元康   | aokado   | aokado   | 3:41  |
| 3.       | 無法獻給你的花                  | 秋元康   | Rizz     | 山田龙平 | 4:34  |
| 4.       | 再見的意義 -off vocal ver.-     |          | 杉山勝彦 | 若田部诚 | 4:59  |
| 5.       | 孤独的蓝天 -off vocal ver.-     |          | aokado   | aokado   | 3:41  |
| 6.       | 無法獻給你的花 -off vocal ver.- |          | Rizz     | 山田龙平 | 4:33  |
| 总时长： | 总时长：                        | 总时长： | 总时长： | 总时长： | 26:27 |

| DVD      | DVD                                   | DVD      | DVD   |
| 曲序     | 曲目                                  | 导演     | 时长  |
| -------- | ------------------------------------- | -------- | ----- |
| 1.       | 再見的意義 -music video-              | 柳泽翔   | 8:30  |
| 2.       | 無法獻給你的花 -music video-          | 東市篤憲 | 4:48  |
| 3.       | 2016 乃木坂46 -与以往不同的夏天- 后篇 |          | 23:48 |
| 总时长： | 总时长：                              | 总时长： | 37:06 |

### 通常盤
| CD       | CD                          | CD       | CD       | CD               | CD    |
| 曲序     | 曲目                        |          | 作曲     | 編曲             | 时长  |
| -------- | --------------------------- | -------- | -------- | ---------------- | ----- |
| 1.       | 再見的意義                  | 秋元康   | 杉山勝彦 | 若田部诚         | 4:59  |
| 2.       | 孤独的蓝天                  | 秋元康   | aokado   | aokado           | 3:41  |
| 3.       | 强人所难                    | 秋元康   | 丸谷学   | 丸谷学、福田貴史 | 3:52  |
| 4.       | 再見的意義 -off vocal ver.- |          | 杉山勝彦 | 若田部诚         | 4:59  |
| 5.       | 孤独的蓝天 -off vocal ver.- |          | aokado   | aokado           | 3:41  |
| 6.       | 强人所难 -off vocal ver.-   |          | 丸谷学   | 丸谷学、福田貴史 | 3:51  |
| 总时长： | 总时长：                    | 总时长： | 总时长： | 总时长：         | 25:03 |

## 选拔成员

### 再見的意義
（Center：橋本奈奈未）
- 第3列：中元日芽香、井上小百合、新内眞衣、樱井玲香、生駒里奈、星野南、北野日奈子、伊藤万理華[6]
- 第2列：若月佑美、松村沙友理、堀未央奈、齋藤飛鳥、衛藤美彩、秋元真夏[6]
- 第1列：高山一實、西野七瀨、橋本奈奈未、白石麻衣、生田绘梨花[6]

本单曲的选拔成员在前作《赤脚Summer》的基础上增至19人。第1列及第2列的成员合称“十一福神”。樱井玲香在14单《当春紫苑盛开时》后再次落选福神，若月佑美与堀未央奈则重回福神。伊藤万理華与井上小百合在14单《当春紫苑盛开时》后再次成为选拔成员，新内眞衣则是继12单《太阳敲敲门》之后第二次成为选拔成员。高山一实则在本单曲中首次成为前列成员。

### 孤独的蓝天
- 秋元真夏、生田绘梨花、生駒里奈、伊藤万理華、井上小百合、衛藤美彩、北野日奈子、齋藤飛鳥、樱井玲香、白石麻衣、新内眞衣、高山一实、中元日芽香、西野七瀨、橋本奈奈未、星野南、堀未央奈、松村沙友理、若月佑美[8]

### 那间教室
- 齋藤飛鳥、堀未央奈[8]

### 秋千
（Center：寺田蘭世）
- 伊藤卡琳、伊藤純奈、川後陽菜、川村真洋、齋藤千春、齋藤優里、相乐伊织、佐佐木琴子、鈴木絢音、寺田蘭世、中田花奈、能條愛未、樋口日奈、山崎怜奈、渡邊米莉愛、和田真彩

第16張單曲Under成員

### 第二次的接吻
- 真夏尊敬軍團 / 秋元真夏、相乐伊织、鈴木絢音、渡邊米莉愛[8]

### 無法獻給你的花
- 北野日奈子、寺田蘭世、中田花奈、中元日芽香、堀未央奈[8]

### 强人所难
- 橋本奈奈未[8]